# Передовка
Пере́довка (рос. Передовка) — присілок у складі Бугурусланського району Оренбурзької області, Росія.

## Населення
Населення — 80 осіб (2010; 98 у 2002).
Національний склад (станом на 2002 рік):
- росіяни — 49 %
- чуваші — 32 %